# Jacqueline Arenal
Jacqueline Diana Arenal Farre (L'Avana, 10 aprile 1968) è un'attrice cubana.

## Biografia
Figlia dello scrittore e giornalista Humberto Arenal e dell'attrice Marta Díaz Farré, dopo aver cominciato a lavorare nella televisione cubana, la Arenal si trasferì in Colombia, dove divenne nota come attrice di telenovele fra cui La suegra, Chica vampiro e Las santísimas.

## Filmografia

### Cinema
- Demasiado miedo a la vida o Plaff, regia di Juan Carlos Tabío (1988)
- Belmonte, regia di Juan Sebastián Bollaín (1995)
- Matar el tiempo, regia di Pablo Basulto (1997)
- Un paraíso bajo las estrellas, regia di Gerardo Chijona (2000)
- Miradas, regia di Enrique Álvarez (2002)
- Il caso Galindez, regia di Gerardo Herrero (2003)
- Le cinque variazioni, regia di Lars von Trier (2003)
- ¿La vida en rosa?, regia di Ernesto Daranas (2004)
- Havana Kyrie[2], regia di Paolo Consorti (2018)

### Televisione
- De tu sueño mi sueño - miniserie TV (1991)
- Quico - telenovela (1992)
- Le siècle des lumières - film TV (1993)
- Le retour d'Arsène Lupin - serie TV (1995)
- Ellas son así - serie TV (1999)
- A las once en casa - serie TV (1999)
- Los reyes - telenovela (2005)
- Las santísimas - telenovela (2005)
- Verano en Venecia - telenovela (2009)
- Primera dama - telenovela (2011)
- Escobar, el patrón del mal - serie TV (2012)
- Chica vampiro - telenovela (2013)
- La suegra - telenovela (2014)
- Cent'anni di solitudine (Cien años de soledad) - miniserie TV (2024)

## Doppiatrici italiane
- Monica Gravina in Chica vampiro
- Emilia Costa in Cent'anni di solitudine